# Arnold II de Loon
Arnold II de Loon (±1085 - mort l'1 d'abril de 1138 o 1139) era comte de Loon i de Rieneck a Baviera. El seu regne va començar entre 1125 i 1135. Va heretar Loon de son pare, Albert I i Rieneck de la seva mare Adelaida de Magúncia. Va fundar l'Abadia d'Averbode, l'únic gest destacable del seu regne curt.
Va tenir quatre o cinc fills amb Aleida de Diest: Lluís I de Loon, Gerard de Reineck, Godescalc, Imago que va ser abadessa del monestir de Susteren i Jan van Ghoor.